# Hypoplectrodes wilsoni
Hypoplectrodes wilsoni är en fiskart som först beskrevs av Allen och Moyer, 1980.  Hypoplectrodes wilsoni ingår i släktet Hypoplectrodes och familjen havsabborrfiskar. Inga underarter finns listade i Catalogue of Life.